# Krucifix (Třebechovice pod Orebem)
Sloup s krucifixem se nalézá u hřbitova ve městě Třebechovice pod Orebem v okrese Hradec Králové. Barokní pískovcový sloup s kovovým krucifixem od neznámého autora je chráněn od 23. 3. 2006 jako kulturní památka ČR. Národní památkový ústav tento morový sloup uvádí v katalogu památek pod rejstříkovým číslem ÚSKP 101772.

## Popis
Kovový krucifix s trojlistým zakončením ramen a malým korpusem Krista je zasazen v kamenném trojdílném podstavci. Menší vrchní část má hranolový sokl s naznačeným reliéfním motivem kanelury, hranolový dřík s oválnou kartuší s motivem svatozáře a reliéfním IHS, zdobenou ozdobně svázanou stuhou a rostlinnými úponky. Nad ní se vzdouvá jednoduchá římsa. Větší spodní podstavec má předstupující, půdorysně lehce vydutou střední část. Dřík spodního podstavce má na čelní straně reliéf planoucího srdce se svatozáří a oblaky v jemném rámci zdobeném ornamentem. Drobná římsa ze dvou vstřícných volut podložená mušlí odděluje hladký vlys, nad ním je výrazně vyklenuta profilovaná římsa.